# ヒットガール
ヒットガール(ミンディ・マクレイディ)とはキック・アスシリーズに登場する架空の人物である。キック・アスシリーズはマーベル・コミックがアイコン・コミックスのブランド名で刊行している。このキャラクターはジョン・ロミータ・Jrとマーク・ミラーによって作られた。彼女は自警団の一員の少女で、幼い頃から父のデーモン・マクレイディ（別名:ビッグダディ）よりスーパーヒーローおよび暗殺者としての訓練を受けた。キック・アスでは脇役として登場する。自身の名前が冠されたシリーズ作『ヒットガール』（2018年2月21日–）では主役に据えられている。なお『キック・アス』シリーズ第2巻は2012年2月21日に刊行された当初は『ヒットガール』という題で、ヒットガールを中心に物語が展開する。映画『キック・アス』『キック・アス2』ではクロエ・グレース・モレッツによって演じられた。

## 漫画

### ヒットガール
この作品の中で、ヒットガールはキック・アスを犯罪と戦うパートナーとして選び、キック・アスを訓練し、共に犯罪者を狩るようになった。またヒットガールはキック・アスから普通の女の子の在り方と彼女より少し年上の女性との付き合い方を教わった。

## 映画
ミンディ・マクレイディは2010年の映画キック・アスとその続編である2013年の映画キック・アス2に登場する。最初の映画の脚本を書いた内の一人であるジェーン・ゴールドマンは次の様に述べている。「エイリアンにおけるエレン・リプリーが、他の男でもありえたのにたまたまシガニー・ウィーバーに演じられることになった（訳注:それが結果として大きな効果を生むことになった）のと同じ様な意味で、11歳の女の子がたまたまヒットガールになってしまった、というようなキャラクターにしたかった」。ゴールドマンはまた、「彼女（ミンディ）は本当に危険で、本当に狂っている。それは彼女のせいじゃない。彼女が知らなかっただけで、その育った環境が特異だったんだ。彼女は知らない間に感応精神病に取り込まれていたんだ」。ヒットガールはフェミニストのヒロインとみなせるかと聞かれた際、ゴールドマンは次のように答えた。「そうですね…彼女はジェンダーステレオタイプにまったく囚われていないということから、フェミニストのヒーローと言えるでしょう。私が思うに、彼女は少女だからといって特別扱いされることを望んでいません。」

### キャスト
2008年夏、11歳のクロエ・グレース・モレッツは母親とロサンゼルスをドライブしている途中で、アンジェリーナ・ジョリーのウォンテッドのポスターを見た。そしてアンジェリーナが演じている役の性格とアクションヒーロー、女性のエンパワーメント、指導的な立場の役目についてしきりに聞いた。1ヶ月後、クロエはヒットガール役のオファーを受けた。
監督のマシュー・ヴォーンはモレッツの成熟についてコメントし、彼女は4人の年上の兄弟がいるため、台本の上で、言語的に不自然な点はなかったと述べた。彼女の母親は台本を読み、モレッツが映画の中で放送禁止用語を使う事を許可した。モレッツは”ミンディとヒットガールとしての本性の差を表現した事は愉しく、私にはほとんど別人格のように感じられた”と述べている。WIREDのルイス・ウォレスはミンディは放送禁止用語でのジョークとタランティーノ並の流血を全て完成させた。レッドミストを演じたクリストファー・ミンツ＝プラッセは、この映画のアクションシーンのハイライトについて「主役のキック・アスとレッドミストではなく、ヒットガールが全て持っていっている」と述べた。ヴォーン監督は、「ヒットガールとビッグダディの描写は究極の父と娘の関係であり、バービー人形がナイフに変わっただけだ。」と言っている。
この役の準備のために、モレッツは拳銃、バタフライナイフ、剣の使い方の訓練を数ヶ月行った。モレッツは射撃シーンに苦労したと述べている。脚本家のゴールドマンによれば、この映画をヒットガールにスポットが当たるように脚色させた事は、彼女を興奮させた。ミラーは否定的な反応が大半であると予想していたが、「しかし映画は思ったよりもずっと良くできていて、観客は大半のシーンで彼女に魅了されていた。本当に否定的な意見は評論家のロジャー・イーバートと彼の世代の人からのものを見たが、特にイギリスからは彼女に魅了された意見が多かった。」と述べた。この意見についてミラーとヴォーン監督は次のように話している。「この事にとても驚いている。我々は最悪の結果を予想しており、観客は彼女は不道徳で、彼女を殺すと批判されると思っていた。しかし多くの場合、人々はヒットガールに好意的で、人々を勇気づける女性であったと言っている。」

### 論争
2010年1月、無削除のこの映画のレビューでは家族連れのグループから映画の中で使った言葉が批判された。モレッツはこの映画に出演した時わずか12歳であった。オーストラリア家族協会の代表のジョン・モリシーは以下のように主張している。"伝統的なスーパーヒーローが血生臭さ無しで勝利した優雅さを無くしておりこれらの言葉は攻撃的で不適切である。"ロジャー・イーバートとデイリー・メールのクリストファー・トゥーキィのものも含むいくつかの批評は、この映画が特に子供による暴力を称賛している事を批判している。一方トゥーキィはヒットガールが"できるだけ魅惑的に見せるわ"と言っていた事を受けて、ヒットガールは明らかに女性的であると主張している。トゥーキィのヒットガールの見方はラジオ・タイムズの映画評論の編集者であるアンドリュー・コーリンズを含む多くの論評者から、なぜヒットガールが放送禁止用語を使っているのに性別を強調しているのかと強い批判を受けた。
このような論争を受けて、モレッツはインタビューで次のように述べている。"私がもしキック・アスで言った言葉を発したなら、私は数年間寝たきりになるでしょう。私が20歳になるまで自分の部屋から出られなくなる。私はこのような言葉を1000年間使うことはない。私はどこにでもいる平凡な少女よ。モレッツは映画のタイトルを会見で口に出して言う気はなく、公の場では"この映画"といい、家の中では"キックバット"と呼んでいたと撮影中に言っている。クリストファー・ミンツ＝プラッセはヒットガールが放送禁止用語を使う事に批判を受けたのに、劇中で多数の人間を手荒に殺害した事は批判を受けなかった事に驚いたと表明している。

### スピンオフの議論
2015年1月、ミラーはガレス・エヴァンス監督によるヒットガールの映画を計画している事をIGNに明かしたがキャンセルされた。
しかし2015年6月、マシュー・ヴォーンはヒットガールとビッグ・ダディの前日談のキック・アスの映画を作成する事を検討し、以下のように述べた。"もし我々がこれらの作品を作るのであれば、たぶんキック・アス2が好きでなかった人々に望まれるもので、その後我々はキック・アス2から離れてキック・アス3を作成できる。私は前日談によってキック・アス1に対する愛情を取り戻せると思う。"

## 能力
ミンディはマーシャル・アーツの達人であり、様々な近接武器に熟練している。彼女は薙刀やバタフライナイフを使って銃を持ったチンピラの集団を倒す事ができる。また彼女は優秀な狙撃手であり、拳銃から自動小銃まであらゆる火器に精通している。ミンディは隠密行動によって最高のセキュリティ下の刑務所でも容易に侵入できる。彼女は自身のカスタムバイクを運転する事に長けている。ビッグ・ダディのトレーニングによりヒットガールの性格は残忍で無情なものになり、拷問にたじろぐ事もなく、敵を最も残忍で苦痛を与える方法で始末する。事実彼女は一時的に収監された時に、12歳の少女にもかかわらず、すぐに成人の刑務所の中で誰もが認める支配者になった。ミンディの弱点はマザー・ロシアに指摘された様に、幼さ故に力がなく、それを埋め合わせるために武器に頼りすぎるところである。実際マザー・ロシアはヒットガールとの素手の戦いで、偶然のチャンスが無ければ圧倒していた。

## 性格
ミンディはかなりの硬派で、ほとんどニヒリストと言っていい性格で、暴力や死に鈍感である。彼女は常に他人を罵り、露骨な冗談をいい、しばしば相棒のキック・アスに皮肉な態度を取る。キック・アスは彼女をランボーとポーリー・ポケットを混ぜた人物だと述べている。彼女の表情はコスチュームによって見えないが、彼女は父のデーモンを愛している。ミンディはハローキティ、漫画、クリント・イーストウッドやジョン・ウーの映画に興味がある。ミンディは彼女の歳にしてはかなり精神年齢が高く、実際キック・アスよりも冷静で集中している。これらの特徴はコミック・映画版ともに現れている。例えばビッグ・ダディが殺害されたとキック・アスに伝えた時も、彼女は”仕事を終えましょう、追悼するのはそれから”とのみ応えた。しかし最終的に悪役のジョン・ジェノヴェーゼ一を倒した時、涙と血でまみれていたが、キック・アスに振り向きハグを求めた。

## 玩具
2010年、メズコトイズは映画版を元にしたヒットガールのフィギュアを出した。その後2013年にネカはキック・アス2のヒットガールのフィギュアを出した。
また映画を元にしたキック・アス (ゲーム)とキック・アス2 (ゲーム)でヒットガールがプレイヤーキャラとして登場する。